# 卡緬諾耶湖 (卡累利阿共和國)
64°27′41″N 30°15′45″E / 64.46139°N 30.26250°E
卡緬諾耶湖（俄语：Каменное），是俄羅斯的湖泊，位於該國西北部，由卡累利阿共和國負責管轄，面積95.5平方公里，海拔高度195米，湖岸線長度193公里，集水區面積653平方公里，平均水深8米，最大水深26米。